# مايك هانكوك
مايك هانكوك (بالإنجليزية: Mike Hancock) هو مهندس وسياسي بريطاني، ولد في 9 أبريل 1946 ببورتسموث في المملكة المتحدة. حزبياً، نشط في حزب العمال (1968 – 1981) والحزب الديمقراطي الاجتماعي (المملكة المتحدة) (1981 – 1988) والديمقراطيون الليبراليون (1988 – 2014).

## مناصب
- في الانتخابات الفرعية في مجلس العموم البريطاني [الإنجليزية]‏، انتخب عضو البرلمان التاسع والأربعون للمملكة المتحدة عن دائرة بورتسموث الجنوبية خلال فترته النيابية ‏ (14 يونيو 1984 – 18 مايو 1987).
- في الانتخابات العامة في المملكة المتحدة 1997 [الإنجليزية]‏، انتخب عضو البرلمان الثاني والخمسون للمملكة المتحدة عن دائرة بورتسموث الجنوبية وقد انضم خلال فترته النيابية ‏ (1 مايو 1997 – 14 مايو 2001) للكتلة البرلمانية الديمقراطيون الليبراليون.
- في الانتخابات العامة في المملكة المتحدة 2001، انتخب عضو برلمان المملكة المتحدة الـ53 عن دائرة بورتسموث الجنوبية وقد انضم خلال فترته النيابية ‏ (7 يونيو 2001 – 11 أبريل 2005) للكتلة البرلمانية الديمقراطيون الليبراليون.
- في الانتخابات العامة في المملكة المتحدة 2005، انتخب عضو برلمان المملكة المتحدة الـ54 عن دائرة بورتسموث الجنوبية وقد انضم خلال فترته النيابية ‏ (5 مايو 2005 – 12 أبريل 2010) للكتلة البرلمانية الديمقراطيون الليبراليون.
- انتخب عضو برلمان المملكة المتحدة الـ55 عن دائرة بورتسموث الجنوبية وقد انضم خلال فترته النيابية ‏ (3 يونيو 2013 – 30 مارس 2015) للكتلة البرلمانية مستقل.
- في انتخابات المملكة المتحدة لعام 2010، انتخب عضو برلمان المملكة المتحدة الـ55 عن دائرة بورتسموث الجنوبية وقد انضم خلال فترته النيابية ‏ (6 مايو 2010 – 3 يونيو 2013) للكتلة البرلمانية الديمقراطيون الليبراليون.

## وصلات خارجية
- الموقع الرسمي